# Тамур (река)
Тамур (непальск. तमोर नदी) — крупная река в восточной части Непала. Своё начало берёт в снегах хребта Канченджанга и течёт преимущественно в южном и юго-западном направлениях. В 10 км выше города Чатра сливается с реками Сун-Коси и Арун, образуя при этом реку Сапт-Коси.
Тамур привносит 19 % от расхода воды Сапт-Коси (Сун-Коси привносит 44 %, Арун — 37 %).